# Alseis gattonensis
Alseis gattonensis är en insektsart som beskrevs av Stevens 1991. Alseis gattonensis ingår i släktet Alseis och familjen dvärgstritar. Inga underarter finns listade i Catalogue of Life.